# Stefan Ristovski
Stefan Ristovski (12 de fevereiro de 1992) é um futebolista macedônio que atua como lateral-direito. Atualmente, joga pelo Dínamo Zagreb.

## Carreira
Ristovski começou a sua carreira no clube de sua cidade natal, Vardar, antes de ter assinado um contrato de 5 anos com o clube italiano Parma em janeiro de 2010, quando ele tinha apenas 17 anos.
Ristovski juntou-se ao clube Crotone da Serie B por empréstimo do Parma em 6 de julho de 2011. Depois de não ter tido muitas oportunidades para jogar, o empréstimo acabou por ser cancelado na janela de transferência de inverno de 2012, tendo Ristovski sido emprestado ao Frosinone para fechar a temporada de 2011/12. Em 5 de julho de 2012, Stefan foi novamente emprestado pelo Parma, desta vez ao Bari da Serie B. Em janeiro de 2015, ele assinou pelo Latina num acordo temporário. Antes da falência do Parma, Ristovski tinha contrato com o clube até 30 de junho de 2019. Em julho de 2015, Ristovski mudou-se para o Rijeka, na Croácia, numa transferência sem custos. A transferência foi facilitada através do clube parceiro italiano do Rijeka, Spezia. Para que Ristovski permanecesse elegível sob a quota não-UE da Itália, teve que assinar primeiro pelo Spezia, sendo depois emprestado ao Rijeka. 
No dia 5 de Agosto, Damir Miskovic, presidente do Rijeka, confirmou a venda do jogador ao Sporting por 2,5 milhões de euros.

## Seleção Macedônia
Ristovski fez a sua estreia pela Seleção Nacional da Macedônia em 10 de agosto de 2011 num amistoso contra o Azerbaijão.

## Títulos
Rijeka
- Campeonato Croata: 2016–17
- Copa da Croácia: 2016–17

Sporting
- Taça da Liga: 2017–18, 2018–19